# 2015 في تشيلي
فيما يلي قوائم الأحداث التي وقعت خلال عام 2015 في تشيلي.

## أحداث
- 16 سبتمبر – زلزال إلابل 2015

## رياضة
- 4 يوليو – كوبا أمريكا 2015 الفائز منتخب تشيلي لكرة القدم.

## أفلام
من الأفلام التي صدرت هذه السنة في تشيلي:
- 1 يناير – نوك نوك من إخراج إيلي روث.

## وفيات

### يناير
- 22 يناير – بيدرو ليميبل (مواليد 1952) كاتب تشيلي.

### مايو
- 14 مايو – فالنتينا موريرا (مواليد 2001)

### يونيو
- 9 يونيو – مارغريتا بيسانو (مواليد 1932)

### أغسطس
- 3 أغسطس – مارغوت لويولا (مواليد 1919) موسيقية تشيلية.
- 7 أغسطس – مانويل كونتريراس (مواليد 1929) ضابط تشيلي.